# ザ・ホーソンズ
ザ・ホーソンズ（The Hawthorns）は、イングランド、ウェスト・ミッドランズ州、ウェスト・ブロムウィッチにあるスタジアム。1900年9月にオープン。スタジアムの高さは551フィート（約168m）で、ウェンブリー・スタジアムを除けば、イングランドサッカーリーグのホームスタジアムとして最も高いスタジアム。